# Ivory (Jura)
Ivory ist eine Gemeinde im französischen Département Jura in der Region Bourgogne-Franche-Comté.

## Geographie
Ivory liegt auf 605 m, südlich von Salins-les-Bains und etwa 36 km nordöstlich der Stadt Lons-le-Saunier (Luftlinie). Das Bauerndorf erstreckt sich im Jura, im äußersten Norden des Plateau Lédonien (erstes Juraplateau), zwischen den Erosionstälern der Cuisance im Westen und der Furieuse im Osten.
Die Fläche des 9,13 km² großen Gemeindegebiets umfasst einen Abschnitt des französischen Juras. Das gesamte Gebiet wird von der Hochfläche des Plateau Lédonien eingenommen, die durchschnittlich auf 590 m liegt, gegen Osten leicht ansteigt und teils von Acker- und Wiesland, teils von Wald bestanden ist. Das Plateau besitzt keine oberirdischen Fließgewässer, weil das Niederschlagswasser im verkarsteten Untergrund versickert. Im Norden und Osten reicht der Gemeindeboden bis an die Oberkante des Steilhangs, der zum tief eingeschnittenen Tal der Furieuse überleitet. Mit 632 m wird auf einer Kuppe östlich des Dorfes die höchste Erhebung von Ivory erreicht. Nach Süden erstreckt sich das Gemeindeareal mit einem schmalen Streifen in die ausgedehnte Waldung der Forêt des Moidons.
Nachbargemeinden von Ivory sind Pretin und Bracon im Norden, Chaux-Champagny im Osten, Chilly-sur-Salins im Süden sowie La Châtelaine und Mesnay im Westen.

## Geschichte
Das Gemeindegebiet von Ivory war schon sehr früh bewohnt. Zeugnisse aus der vorgeschichtlichen Zeit sind die eisenzeitlichen Tumuli in der Forêt des Moidons. Deren Ausgrabungsgegenstände befinden sich im Nationalen Antikenmuseum in Saint-Germain-en-Laye. Weitere Funde stammen aus der Römerzeit und der frühchristlichen Zeit.
Erstmals urkundlich erwähnt wird Ivory im 13. Jahrhundert. Im 17. Jahrhundert war das Dorf von schweren Pestepidemien betroffen. Im Zuge des Dreißigjährigen Krieges wurde Ivory von schwedischen Truppen geplündert und gebrandschatzt. Zusammen mit der Franche-Comté gelangte das Dorf mit dem Frieden von Nimwegen 1678 an Frankreich.

## Sehenswürdigkeiten
Die Dorfkirche Saint-Martin Ivory wurde im 16. Jahrhundert erbaut.

## Bevölkerung
| Jahr                       | 1962 | 1968 | 1975 | 1982 | 1990 | 1999 | 2006 | 2017 |
| -------------------------- | ---- | ---- | ---- | ---- | ---- | ---- | ---- | ---- |
| Einwohner                  | 150  | 128  | 110  | 126  | 107  | 84   | 86   | 96   |
| Quellen: Cassini und INSEE |      |      |      |      |      |      |      |      |

Mit 87 Einwohnern (Stand 1. Januar 2022) gehört Ivory zu den kleinsten Gemeinden des Départements Jura. Im Lauf des 20. Jahrhunderts hatte die Einwohnerzahl markant abgenommen (1926 wurden noch 212 Personen gezählt).

## Wirtschaft und Infrastruktur
Ivory war bis weit ins 20. Jahrhundert hinein ein vorwiegend durch die Landwirtschaft und die Forstwirtschaft geprägtes Dorf. Noch heute leben die Bewohner zur Hauptsache von der Tätigkeit im ersten Sektor. Außerhalb des primären Sektors gibt es nur wenige Arbeitsplätze im Dorf. Mittlerweile hat sich das Dorf auch zu einer Wohngemeinde gewandelt. Viele Erwerbstätige sind Wegpendler, die in den größeren Ortschaften der Umgebung ihrer Arbeit nachgehen.
Die Ortschaft liegt abseits der größeren Durchgangsstraßen. Die Hauptzufahrt erfolgt von der Departementsstraße D107, die von Arbois nach Andelot-en-Montagne führt. Weitere Straßenverbindungen bestehen mit Chaux-Champagny und Salins-les-Bains.

## Sport
Im Jahr 2023 führte die Tour de France auf der 19. Etappe durch Ivory. Auf der D94 wurde mit der Côte d’Ivory (602 m) eine Bergwertung der 3. Kategorie abgenommen, ehe die Strecke nach Poligny führt. Die Bergwertung sicherte sich der spätere Etappensieger Matej Mohorič.